# Frantz Vilhelm Theodor Harlang
Frantz Vilhelm Theodor Harlang, (31. august 1899 - 29. marts 1981) var en dansk reklamemand, erhvervsleder og filantrop, der først og fremmest er kendt som medstifter af og direktør for reklamebureauet Harlang og Toksvig A/S.

## Baggrund
Harlang var født i København og blev uddannet som boghandler i perioden 1913-17.
I 1920 blev han ansat som sælger i reklamebureauet Sylvester Hvid.
I 1925 blev han forfremmet til kontorchef i firmaet og allerede få år efter (1928) udnævnt som underdirektør. Det var dog først da Harlang i samarbejde med Frithjof Toksvig stiftede reklamebureuret Harlang og Toksvig A/S i 1934, at han virkelig begyndte at sætte sit præg på branchen.
Bureauet udviklede sig eksponentielt og snart blev det et af Skandinaviens største reklamebureauer med underafdelinger i Århus, Stockholm og Oslo og med kunder som blandt andre Tuborg, Ford og DSB.
Blandt Harlangs mest kendte reklameslogans er verdens længstlevende Ud At Se Med DSB fra 1934. Harlang stiftede i 1950erne Harlang & Toksvig Holding Company, Harlang & Toksvig Fondet og Harlang & Toksvig Bladforlag.
Frantz Harlang sad i flere bestyrelser, herunder Annoncebureauernes Brancheforening, Danske Reklamebureauers Brancheforening, m.fl., hvor han havde megen indflydelse og spillede en afgørende rolle.

## Velgørenhed og priser
Harlang brugte en stor del af sin fritid og sine økonomiske midler på filantropisk arbejde. Han var involveret i flere velgørende formål for organisationer og fonde som Vanførefonden, Røde kors, Kofoed Skole, Børneforsorg samt Gigtens Bekæmpelse. I 1951 blev han formand for Rigsforeningens forretningsudvalg.
Harlang havde en ekstraordinær evne til at skaffe økonomiske midler, og det er endog betydelige summer han med tiden fik fremskaffet og rejst til forskellige godtgørende organisationer, i hvilke han selv ofte sad som formand.
For sit arbejde modtog han en række ærespriser i form af medaljer og æresmedlemskaber i både Danmark og Sverige og blev slået til Ridder af Dannebrog og kommandør af Dannebrog.
Inden for det kirkelige var Harlang også aktiv, og det var især inden for det organisatoriske, at han bidrog. Han tilsluttede sig i 1936 Skt. Stefans Fritidshjem som bestyrelsesmedlem og blev i 1965 formand og senere (1975) ligeledes formand for Skt. Stefans rådgivningscenter. Derudover var han også fra 1951 medlem af det kristelige pressebureau.

## Familie
Søn af fotografen Theodor Vilhelm Rieger (1868-1944) og Albine Hermandine Hansen (1876-1945). Harlang blev gift første gang i 1923 med Lene Munck i København. Far til Bent Harlang (1925-1998), den senere anerkendte stifter af møbelproducenten Kevi A/S, og farfar til professor på Kunstakademiet, arkitekten Christoffer Harlang (1958-). Harlang testamenterede inden sin død i 1981 en del af sin formue til den almennyttige fond Harlang og Toksvig Fonden. Fonden drives af Harlangs og hans kompagnon Toksvigs efterkommere.